# Villa Ana
Villa Ana é uma comuna da província de Santa Fé, na Argentina.